# أزدرخت أهلب
أزدرخت أهلب (الاسم العلمي:Melia hirsuta) هو نوع غير مؤكد من النباتات يتبع جنس الأزدرخت من الفصيلة الأزدرختية.